# The Hangman's Body Count
"The Hangman's Body Count" den anden single fra det danske heavy metalband Volbeats femte studiealbum, Outlaw Gentlemen & Shady Ladies, der blev udgivet i 2013.
Sangen var en del af bandets setliste til gruppens koncert d. 1. august 2015 i Tusindårsskoven i Odense, hvor Volbeat optrådte for 37.000 mennesker, hvilket var den største koncert i Danmark for et dansk orkester.

## Musikvideo
Yes Equals Yes stod for at fremstille en animeret musikvideo, der deler tema og stil med albummets cover. Flere af figurerne fra coveret og den indlagte pamflet medvirker, som en del af videoen. Disse tæller Doc Holiday, Lola Montez, Pearl Hart og Black Bart. Udover disse personers navne indgår dele af sangteksten også i videoen.

## Spor
| #  | Titel                      | Længde |
| -- | -------------------------- | ------ |
| 1. | "The Hangman's Body Count" | 5:15   |

## Hitlister
| Hitliste (2013) | align="left"Højeste placering |
| --------------- | ----------------------------- |
| US Alt.         | 40                            |
| US Hard Rock    | 6                             |
| US Main. Rock   | 1                             |
| US Rock         | 37                            |

## Medvirkende
- Michael Poulsen – vokal, rytmeguitar
- Rob Caggiano – leadguitar
- Anders Kjølholm – basguitar
- Jon Larsen – trommer